# Bertelsen
Bertelsen (també Bertelsen - DR2s talkshow) va ser un talk show danès presentat per Mikael Bertelsen, emès per DR2 el 1999. Fou guardonat amb un dels Premis Ondas 2003.

## Audiència
Audiència mitjana del talk show segons TMP/Gallup.
| Mes      | Audiència |
| -------- | --------- |
| Març     | 32.000    |
| Abril    | 28.000    |
| Maig     | 33.000    |
| Juny     | 58.000    |
| Juliol   | -         |
| Agost    | 38.000    |
| Setembre | 57.000    |
| Octubre  | 61.000    |
| Novembre | 79.000    |

Font: TMP/Gallup